# Jan Kaplický
Jan Kaplický (né le 18 avril 1937 à Prague en Tchécoslovaquie, mort le 14 janvier 2009 à Prague en République tchèque) est un architecte tchèque ayant passé l'essentiel de sa carrière au Royaume-Uni après qu'il a quitté son pays à la suite de l'échec du Printemps de Prague en 1968.

## Carrière
Il était connu pour être le fondateur de l'atelier londonien « Future Systems » et pour ses réalisations architecturales inspirées par des formes organiques, comme les toiles d'araignées, les ailes de papillons ou les écailles de poissons.
Il est notamment l'auteur des plans du magasin de détails Selfridges à Birmingham (Royaume-Uni), du musée Maserati à Modène (Italie) ou de la tribune de presse du Lord's Cricket Ground à Londres (Royaume-Uni).
En 1999 il emporte le Prix Stirling.
Son dernier projet d'une grande bibliothèque à Prague, de style avant-gardiste, dont il a emporté l'appel d'offres en 2007, a été finalement abandonné par la municipalité de la ville après de vives critiques.
Victime d'un collapsus dans une rue de Prague, il meurt à l'âge de 71 ans et quelques heures seulement après que sa seconde épouse, Eliska, lui eut donné son second enfant,.

## Principales réalisations
| Image                               | Information                                                                | Date             |
| ----------------------------------- | -------------------------------------------------------------------------- | ---------------- |
| Hauer-King House                    | Maison Hauer-King Canonbury, Londres, Grande-Bretagne                      | 1994             |
| West India Quay Bridge              | Pont West India Quay Docklands, Londres, Grande-Bretagne                   | 1996             |
| Media Centre, Lord's Cricket Ground | Galerie de presse Lord's Cricket Ground Londres, Grande-Bretagne           | 1999             |
| Selfridges Building                 | Édifice Selfridges Birmingham, Grande-Bretagne                             | 2003             |
|                                     | Station de métro de Naples Naples, Italie                                  | 2009             |
| Ferrari Museum                      | Musée Enzo Ferrari Modène, Italie                                          | 2012             |
|                                     | Bibliothèque nationale de la République tchèque Prague, République tchèque | Annulé           |
|                                     | Centre des congrès České Budějovice, République tchèque                    | Commandé en 2008 |